# 17 giugno
Il 17 giugno è il 168º giorno del calendario gregoriano (il 169º negli anni bisestili). Mancano 197 giorni alla fine dell'anno.

## Eventi
- 1120 – Battaglia di Cutanda che vede la vittoria del Regno d'Aragona sugli Almoravidi occupanti
- 1405 – Battaglia dello Stoos tra le forze di Appenzello e l'esercito del Ducato d'Austria
- 1497 – Battaglia di Deptford Bridge
- 1565 – Matsunaga Hisahide uccide Ashikaga Yoshiteru, XIII shōgun del clan Ashikaga
- 1579 – Sir Francis Drake reclama la California in nome dell'Inghilterra
- 1775 – Guerra d'indipendenza americana: viene combattuta la battaglia di Bunker Hill
- 1776 – Termina l'invasione americana del Québec
- 1789 – Il Terzo Stato si auto-proclama Assemblea nazionale costituente
- 1811 – Parigi: apertura del Concilio nazionale francese, voluto da Napoleone in risposta all'opposizione di Pio VII; per quanto il cardinale Joseph Fesch, arcivescovo di Lione, sentisse molto forti i legami familiari, si schierò tuttavia con il papa contro il nipote imperatore, che gli tolse perciò tutti i benefici che gli aveva conferito
- 1847 – Pio IX pubblica la lettera enciclica Ubi Primum sui meriti delle famiglie religiose e sulla condotta di vita dei religiosi dei diversi ordini
- 1856 – Il Partito Repubblicano tiene a Filadelfia la sua prima convention, in cui nominerà John Charles Fremont come suo primo candidato alla presidenza
- 1885 – La Statua della Libertà arriva a New York, smembrata nei suoi singoli componenti, sul battello francese Isère accolta da una folla di circa duecentomila persone; nell'aprile 1886 verrà completata la costruzione del piedistallo e poi su di esso montata la statua, inaugurata ufficialmente il 28 ottobre 1886
- 1903 – Roald Amundsen comincia la prima traversata da est a ovest del Passaggio a nord-ovest
- 1921 – Viene fondata a Roma dal reduce di guerra e anarchico Argo Secondari l'organizzazione paramilitare Arditi del Popolo composta da veterani ex militari della Grande Guerra
- 1932 – Amelia Earhart decolla per la prima traversata atlantica senza scalo in solitaria eseguita da una donna
- 1940
  - I tre Paesi baltici, Estonia, Lettonia e Lituania vengono occupati dall'Unione Sovietica
  - Inizio dell'Operazione Ariel, l'evacuazione delle truppe alleate dalla Francia
- 1941 – Le forze alleate occupano Damasco
- 1944 – L'Islanda diventa indipendente dalla Danimarca e si proclama una repubblica
- 1945 – Il leader indipendentista siciliano Antonio Canepa, fondatore dell'EVIS, rimane ucciso durante un conflitto a fuoco con i Carabinieri a Randazzo
- 1953 – Moti operai nella Germania Est
- 1967
  - La Cina sperimenta la sua prima bomba all'idrogeno
  - La cantante statunitense Barbra Streisand si esibisce davanti a non meno di 125000 spettatori nel Central Park di New York; il concerto verrà successivamente trasmesso in TV e pubblicato come album col titolo A Happening in Central Park
  - La casa discografica Liberty Records pubblica sulla rivista NME un annuncio di ricerca di nuovi talenti: fra i vari, risponderanno anche Elton John e Bernie Taupin che i responsabili della casa discografica decideranno di accoppiare come musicista e liricista
- 1970 – A Città del Messico si gioca la semifinale dei Mondiali di calcio fra l'Italia e la Germania Ovest: finirà 4-3 (dts) e verrà celebrata come la "partita del secolo"
- 1972
  - Scandalo Watergate: cinque funzionari della Casa Bianca vengono arrestati per aver scassinato gli uffici del comitato del Partito Democratico
  - L'atleta Pietro Mennea è primatista europeo a Milano dei 100 metri piani
- 1974 – Due militanti del Movimento Sociale Italiano, Giuseppe Mazzola e Graziano Giralucci, vengono uccisi nella sede del MSI a Padova: sono i primi omicidi compiuti dalle Brigate Rosse
- 1984 - il PCI supera per la prima volta (ed unica) la DC alle elezioni europee
- 1994 – O. J. Simpson viene arrestato per l'omicidio della moglie e di un amico di lei
- 1996 – Viene pubblicato sulla rivista settimanale Shōnen Jump l'ultimo capitolo del fumetto Slam Dunk di Takehiko Inoue con l'indicazione "Fine prima parte" (poi modificata in "Fine" nella pubblicazione su volume)[1]
- 2000 – Try Again di Aaliyah diventa la prima canzone a raggiungere la posizione numero 1 della classifica Billboard Hot 100 senza vendere copie fisiche, ma con il solo airplay radiofonico; il metodo di conteggio sarà successivamente applicato anche alle piattaforme di streaming musicale
- 2001
  - Il Movimento Nazionale Simeone II vince le elezioni politiche in Bulgaria
  - La Roma vince il suo 3º scudetto della storia.

## Nati
Ci sono circa 1 130 voci su persone nate il 17 giugno; vedi la pagina Nati il 17 giugno per un elenco descrittivo o la categoria Nati il 17 giugno per un indice alfabetico.

## Morti
Ci sono circa 450 voci su persone morte il 17 giugno; vedi la pagina Morti il 17 giugno per un elenco descrittivo o la categoria Morti il 17 giugno per un indice alfabetico.

## Feste e ricorrenze

### Civili
Internazionali:
- Giornata mondiale per la lotta alla desertificazione e alla siccità

### Nazionali
- Islanda - Festa della Repubblica (fine del regno dualistico con la Danimarca)

### Religiose
Cristianesimo:
- Sant'Adolfo di Maastricht, vescovo
- Sant'Antidio di Besançon, vescovo e martire
- Sant'Agrippino di Como, vescovo
- Sant'Avito abate
- Santi Blasto e Diogene, martiri
- San Botulfo, abate
- Santi Egidio, Luigi, Giovanni e Paolo, martiri mercedari
- Sant'Erveo di Bretagna, eremita
- Sant'Imerio, vescovo
- Sant'Ipazio egumeno, abate
- Santi Isauro, Innocenzo, Felice, Ermia, Pellegrino e Basilio, martiri
- San Manuele, martire
- San Montano, soldato e martire
- Santi Nicandro, Marciano e Daria, martiri
- San Pietro Đa, martire
- San Ranieri Scacceri (o di Pisa), eremita, patrono di Pisa
- Santa Valeriana e compagne, martiri
- Beato Arnaldo da Foligno (Arnoldo), francescano
- Beata Eufemia di Altenmunster, badessa
- Beato Filippo Papon, martire
- Beato Marie-Joseph Cassant, trappista
- Beato Paolo Burali d'Arezzo, cardinale
- Beato Pietro Gambacorta, religioso, cofondatore della Congregazione dei poveri eremiti di San Girolamo
- Beata Teresa del Portogallo, regina di Castiglia, cistercense